# Станянци (Софийска област)
 Тази статия е за селото в Годечко.  За селото в Преславско вижте Станянци (Област Шумен).  
Ста̀нянци или Ста̀нинци е село в Западна България. То се намира в Община Годеч, Софийска област.

## География
Селото е разположено в областта Забърдие и се намира на 17 km от общинския център Годеч и на 67 km от столицата София. Между него и село Калотина е изградена ЖП линия, по която се движат единствено товарни влакове, транспортиращи въглища до ТЕЦ Бобов дол.

## История
В съкратен регистър на Пиротския кадилък от 1530 година Станинче е отбелязано като село с 12 домакинства и 5 неженени жители. Приходът от селото е 794 акчета. Между 1623 1624 г. (1033 г. според Ислямския календар) е отбелязано, че в селото има 15 домакинства, според списък за джизието във вилаета Изнебол (днес град Трън). След Освобождението през 1878 г. попада в рамките на Царибродска околия. От 1887 г. селото е център на самостоятелна община в рамките на околията, състояща се от селата Станянци, Бребевница, Връдловци, Голеш и Мъзгош. Според данни от 1891 г. в селото живеят 252 души, разпределени в 34 къщи. След подписването на Ньойския мирен договор на 27 ноември 1919 г. границата между Царство България и Кралството на сърби, хървати и словенци минава през територията на Станинска община като селата Бребевница и Мъзгош попадат в територията на Кралството на сърби, хървати и словенци заедно с околийския център Цариброд.
В селото се намира храм, носещ името „Св. Троица“.

## Икономика
Край селото е разположена мина „Станянци“, в която се добиват лигнитни въглища.
По-сериозни други стопански инициативи в селото е организираната през 2000 година частна лешникова градина, разположена край селото на около 7 хектара площ и 3500 лешникови фиданки от няколко сорта култивиран лешник. Финансиране и участие в лешниковата плантация имат и чуждестранни лица.
Животновъдството е представено от едно малко стопанство за отглеждане на кози.

## Природни забележителности
Селото се намира в района на планината Видлич. Край него тече и Забърдска река, приток на Нишава.